# Калмыков (Тацинский район)
Калмыко́в — хутор в Тацинском районе Ростовской области.
Входит в состав Верхнеобливского сельского поселения.
Население 114 человек.

## География
На хуторе имеются две улицы — 8 Марта и Пролетарская.

## Население
| 2010 |
| ---- |
| 105  |